# Pirard van Luik
Pirard (ook Pirhard, Pirardus of Erhard) ) (? - 8 juli 840) was bisschop van Luik vanaf ongeveer 832 tot 840 of 841.
Er is weinig over hem bekend. Zelfs zijn naam en de duur van zijn episcopaat zijn onzeker. Fabritius noemt hem Pirardus. Hij laat zijn episcopaat van 833 tot 841 duren. Chapeauville spreekt ook van Pirardus en laat zijn episcopaat in 841 eindigen. Mooyer noemt twee namen, Pirhard en Erhard, en laat zijn episcopaat van 832 tot 840 duren.
Hij zou de eerste bisschop van Luik zijn geweest die Allerheiligen liet vieren. Paus Gregorius IV had in 837 verordonneerd dat dit feest voortaan op 1 november zou worden gevierd.  

## Voetnoten
1. ↑  Ernst F. Mooyer, Onomasticon chronographikon hierarchiae germanicae: Verzeichniß der deutschen Bischöfe seit d. J. 800 n. Chr. Geb. nebst einem Anhang, die Würdenträger einiger Abteien und Ritterträger enthaltend, 160 pagina's
2. ↑  Pirard van Luik op de site van dbnl
3. ↑   Zijn voorganger Walcand stierf in 832, Pirenne laat volgens DBNL zijn episcopaat overigens par in 836 beginnen. zie  Geschiedenis van België. Deel 1. Van de eerste tijden tot het begin der XIVe eeuw. Samenwerkende Volksdrukkerĳ, Gent, 1902
4. ↑  Karl Morz Fabritius, Pirardus 833-841, Geschichte des Hochstifts Luttich, Leipzig, Editorial Weidmannschen Buchhandlung, 1792, blz. 10 (in het Nederlands: Geschiedenis van het Hoogsticht Luik
5. ↑  
Joannes Chapeauville,  Catalogue des evesques de Tongre, Maestrecht et Liège, Liège, Editorial Léonard Streel, 1617, 24 pagina's
6. ↑  Ernst F. Mooyer, blz. 58
7. ↑  Claude Mélard, Pirard, Chronologie de la principauté de Liége